# Reduta (skała)
Reduta – skała w dolnej części lewych zboczy Doliny Będkowskiej na Wyżynie Olkuskiej będącej częścią Wyżynie Krakowsko-Częstochowskiej. Administracyjnie znajduje się we wsi Będkowice w województwie małopolskim, w powiecie krakowskim, w gminie Wielka Wieś.
Migdałkowa znajduje się na porośniętym lasem stromym stoku pomiędzy wąwozem Nad Szańcem a Wąwozem Granicznym, powyżej stawów hodowlanych gospodarstwa na dnie Doliny Będkowskiej. Jest to zbudowana z twardych wapieni baszta skalna o wysokości 10–12 m. Przez wspinaczy skalnych zaliczana jest do Grupy nad Szańcem. Ma pionowe lub połogie ściany.

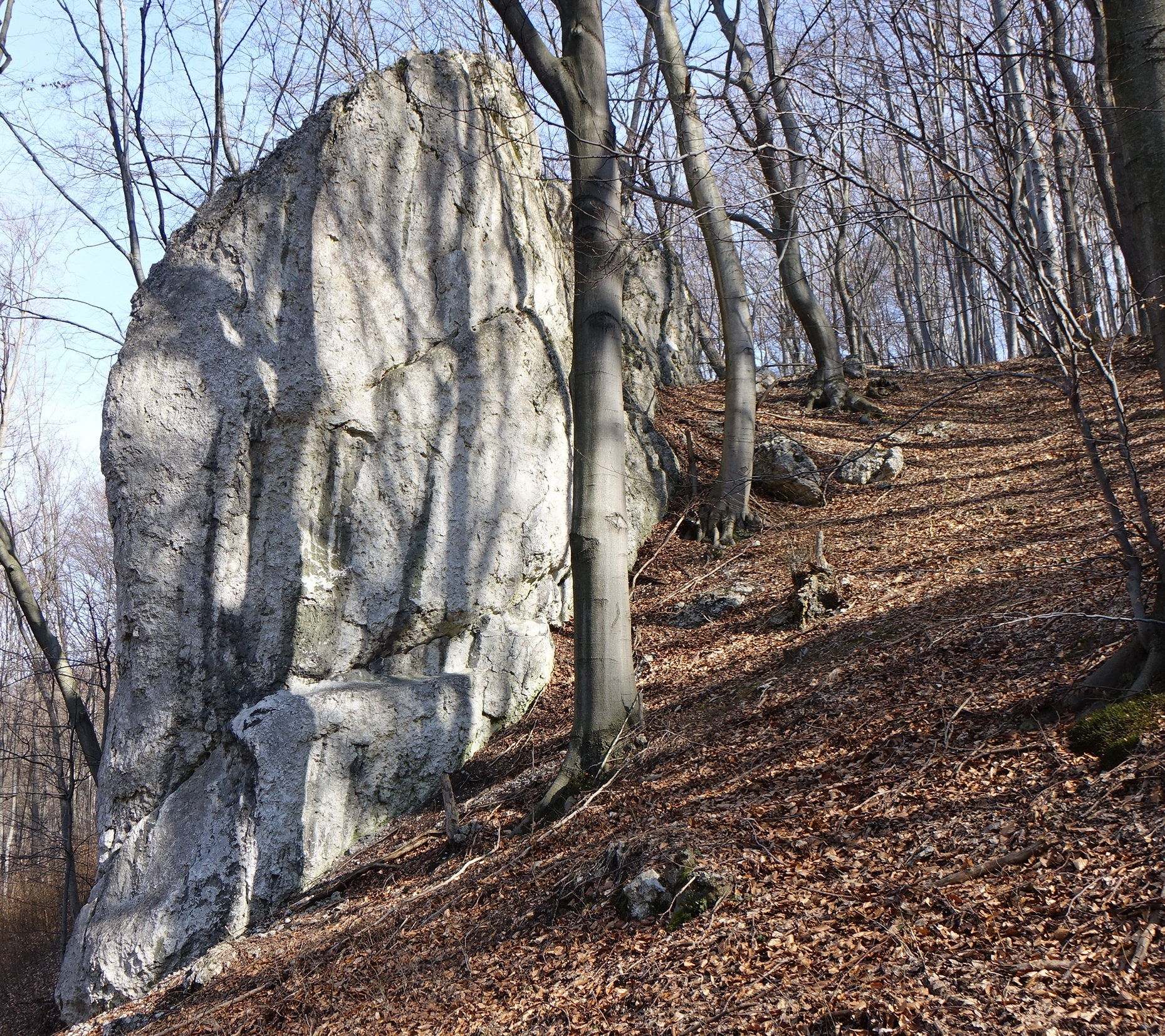
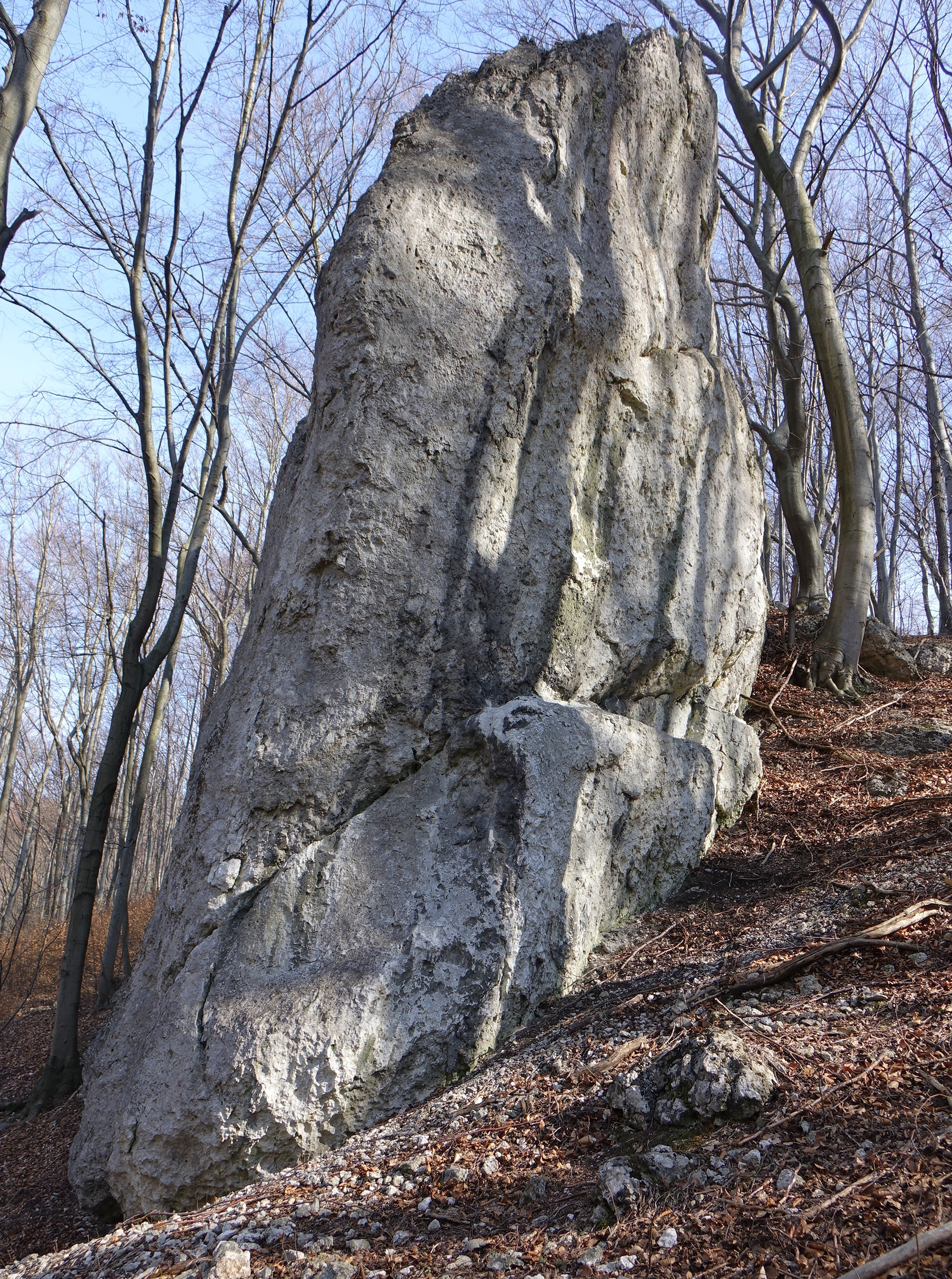
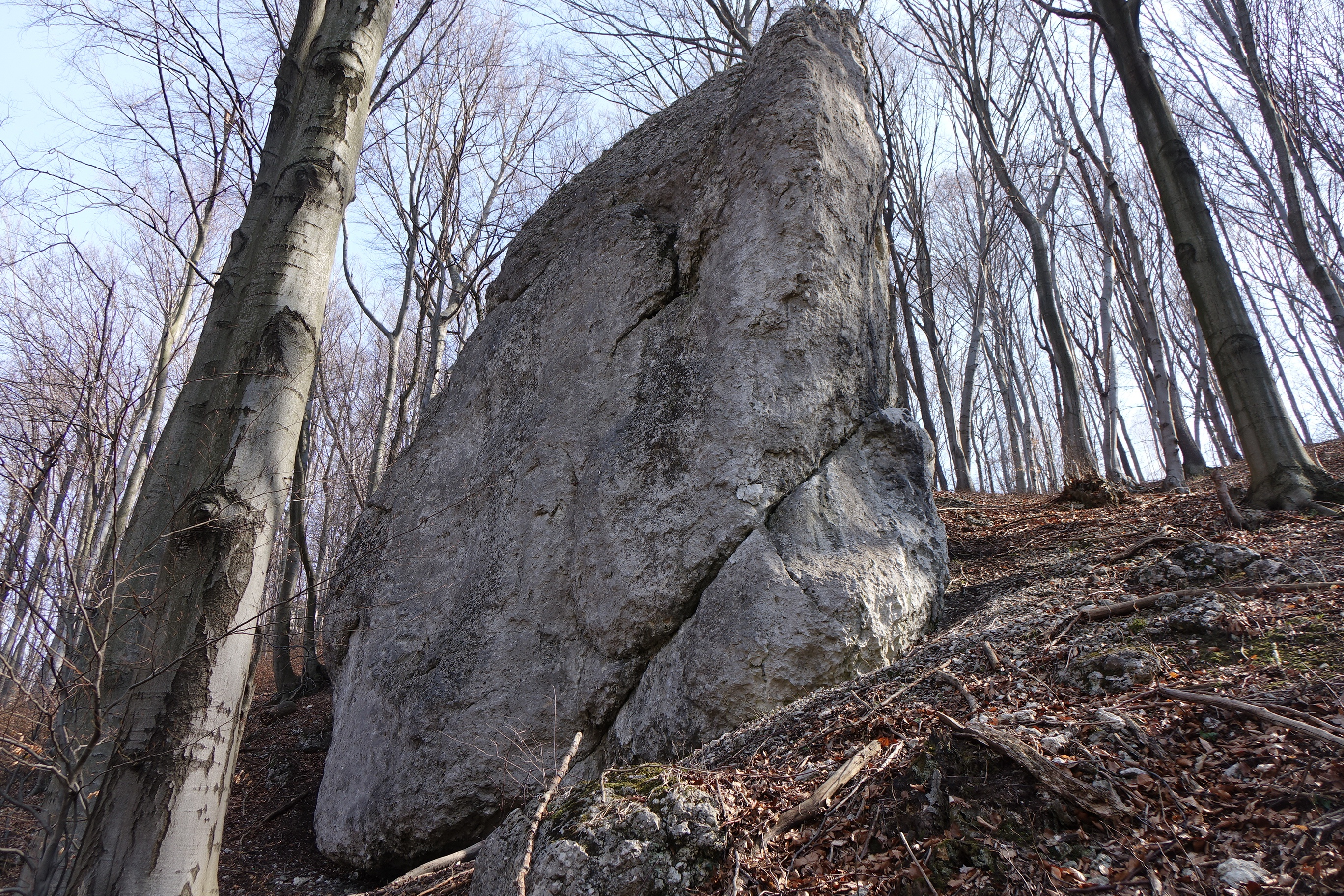
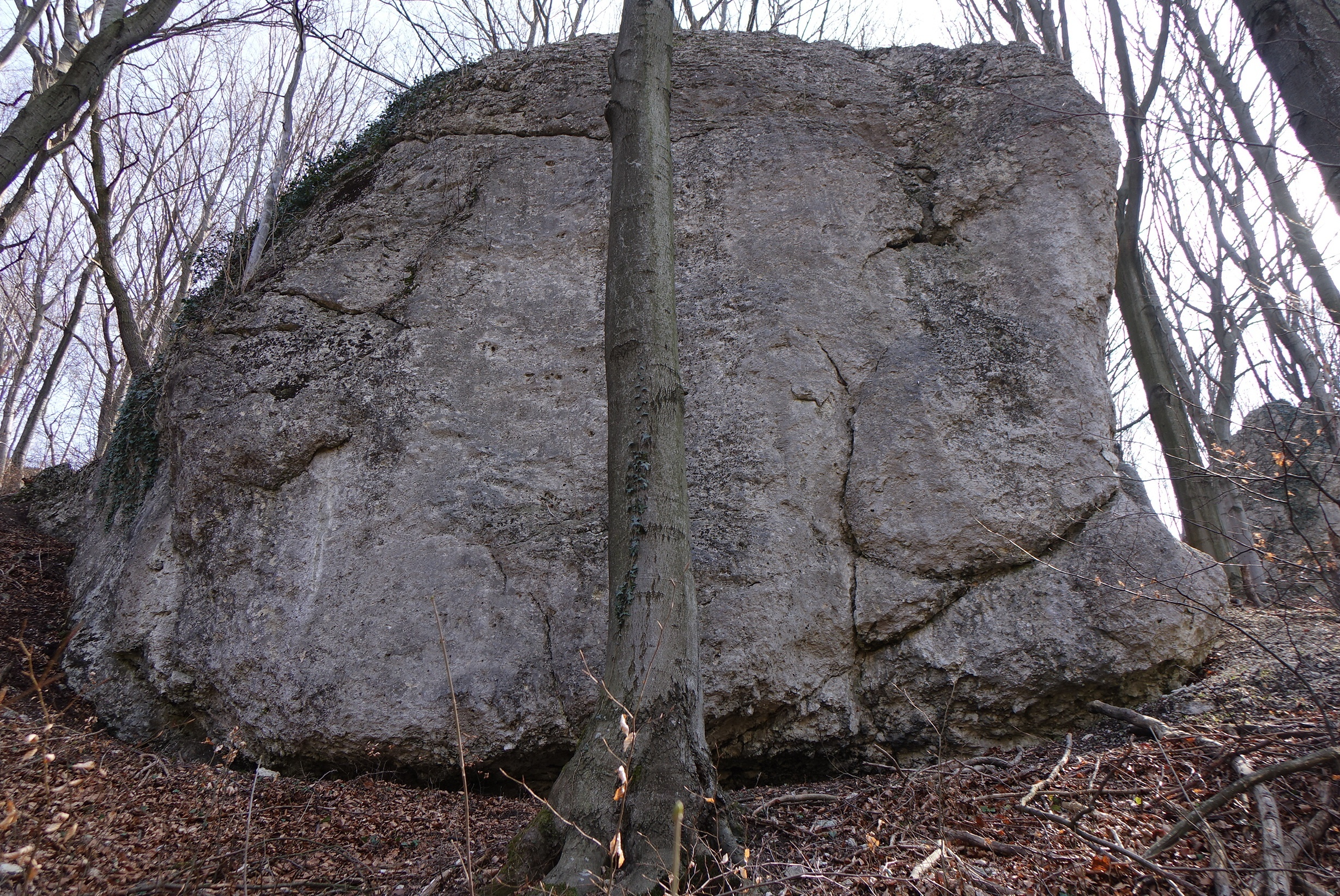

## Drogi wspinaczkowe
Ściany wspinaczkowe o wystawie zachodniej, północno-zachodniej i południowej. Jest 5 dróg wspinaczkowych o trudności od III do VI.4 w skali polskiej i jeden projekt. Na 4 drogach zamontowano stałe punkty asekuracyjne w postaci ringów (r) i dwóch ringów zjazdowych (drz).
Reduta I
1. Humoryska; III, 10 m
2. Projekt;
3. Mizerykordia; 3r + drz, VI.4, 10 m
4. Merde!; 4r + drz, VI.2, 12 m

Reduta II
1. Urodzeni maruderzy; 3r + drz, VI.2+, 12 m
2. C. K. Dezerterzy; 4r + drz, VI.1, 12 m[3].